# Henri Admirat
Henri Admirat (ur. 3 września 1744 w Auzolette, zm. 17 czerwca 1794 w Paryżu) – autor nieudanego zamachu na życie francuskiego rewolucjonisty Collota d’Herbois.

## Przed rewolucją
Admirat był służącym generalnego kontrolera finansów Bertina, a następnie hrabiego de Manzy, szambelana na dworze cesarskim w Austrii. W obydwu tych miejscach cieszył się znakomitą opinią, co pozwoliło mu po powrocie do Francji tuż przed rewolucją uzyskać dobrze płatne stanowisko w Loterii Królewskiej w Palais-Royal.

## Zamach na Collota d’Herbois
W czasie rewolucji Admirat nie okazywał żadnej aktywności politycznej. Nie wiadomo zatem, dlaczego w drugiej połowie maja 1794 zakupił pistolety i proch strzelniczy (jako możliwy powód podaje się ogólne załamanie nerwowe wywołane zawodem miłosnym), po czym udał się do Konwentu Narodowego z zamiarem zabójstwa Maksymiliana Robespierre’a. Według naocznych świadków Admirat zasnął jednak w czasie publicznych obrad parlamentu i przegapił wystąpienie swojej niedoszłej ofiary, a gdy zorientował się w sytuacji, opuścił budynek. Wrócił do domu na ulicy Favart, gdzie jego sąsiadem był inny radykalny polityk, Collot d’Herbois, i po dłuższym oczekiwaniu na jego powrót oddał w jego kierunku dwa strzały. Obydwa chybiły, a Collot zdołał sam zatrzymać zamachowca.

## Skutki zamachu
Mimo całkowitej nieskuteczności zamachu Admirata Bertrand Barère de Vieuzac przedstawił go w Konwencie jako poważny spisek antyrządowy, jak również całkowicie fałszywie zapewnił, że Collot został uratowany przez policjanta nazwiskiem Geoffroy, który został ciężko ranny. Cała sprawa przeszłaby jednak bez echa, gdyby nie zamach Cécile Renault na Maksymiliana Robespierre’a, jaki miał miejsce kilka dni później. Obydwa wydarzenia, choć całkowicie ze sobą niezwiązane, miały wpływ na powstanie atmosfery ogromnego niepokoju w kręgach rządowych i przyczyniły się do zdwojenia wysiłków w zakresie poszukiwania przez Komitet Bezpieczeństwa Powszechnego wrogów republiki. Sam Admirat, zanim został skazany na śmierć i zgilotynowany, był niezwykle starannie przesłuchiwany, a 53 mniej lub bardziej przypadkowe osoby uznano za jego wspólników i skazano na tę samą karę. Egzekucję wszystkich wykonano 17 czerwca na Placu Rewolucji, a ciała pochowano na cmentarzu Picpus.